# Hercegovina
Hercegovina (chữ Kirin Serbia: Херцеговина, [xɛ̌rtsɛɡov̞ina]) còn gọi là Herzegovina (/ˌhɛərts[invalid input: 'ɨ']ˈɡoʊv[invalid input: 'ɨ']nə/ hay /ˌhɜːrtsəɡoʊˈviːnə/;) là vùng phía nam của Bosna và Hercegovina. Mặc dù không có ranh giới chính thức nào giữa Hercegovina và vùng Bosnia, song có sự chấp thuận rộng rãi rằng ranh giới của vùng là giáp với Croatia ở phía tây, Montenegro ở phía nam, có ranh giới với các tổng Herzegovina-Neretva ở phía đông, và Gornji Vakuf-Uskoplje ở phía bắc. Diện tích của vùng này là khoảng từ 11.419 km2 (4.409 dặm vuông Anh), hay khoảng 22% tổng diện tích đất nước ngày nay đến 12.276 km2 (4.740 dặm vuông Anh), tức khoảng 24% diện tích đất nước.
Tên gọi Hercegovina có nghĩa là "vùng đất của công tước", đề cập tới lãnh địa thời Trung cổ của Stjepan Vukčić Kosača, người này có tước hiệu "Herceg của Thánh Sava". Herceg có nguồn gốc từ tước hiệu Herzog trong tiếng Đức.

## Dân cư
Dân cư Hercegovina trong suốt chiều dài lịch sử là một sự pha trộn về sắc tộc, Chiến tranh Bosnia vào thập niên 1990 đã dẫn đến hành động thanh lọc sắc tộc và việc người dân di dời hàng loạt. Theo điều tra trước lúc chiến tranh vào năm 1991 thì vùng có 437.095 cư dân.
Người Croatia thường cư trú tại các khu vực gần biên giới với Croatia, tập trung tại Mostar (phần phía tây), Ljubuški, Široki Brijeg, Čitluk, Grude, Posušje, Čapljina, Neum, Stolac, Ravno, và Tomislavgrad. Người Bosnia tập trung tại các khu vực dọc theo sông Neretva, Ulog, Glavatičevo, Konjic và Jablanica, cũng như phần phía đông của Mostar, Blagaj, Počitelj và ở một quy mô đáng kể là tại Stolac, Ljubuški, Čapljina, và ở quy mô nhỏ hơn tại Nevesinje, Gacko, Trebinje. Người Serb phần lớn cư trú tại phía đông Herzegovina, bao gồm các khu tự quản Berkovići, Bileća, Gacko, Istočni Mostar, Ljubinje, Nevesinje, Foča và Trebinje.